# Clive Coates
Clive Coates (* 21. Oktober 1941 in Darlington; † 26. Juli 2022 in Lyon) war ein britischer Weinkritiker und Master of Wine. Insbesondere seine Veröffentlichungen zum Weinbaugebiet Burgund sind Referenzwerke.

## Leben
Der im Jahr 1941 geborene Clive Coates arbeitete in den 1960er und frühen 1970er Jahren für die The Wine Society in Stevenage. Im Jahr 1975 gründete er das Magazin The Vine, Dieses monatlich erscheinende Magazin wurde nach 241 Ausgaben aus gesundheitlichen Gründen eingestellt. Außerdem veröffentlichte er eine Reihe bekannter Bücher zu den klassischen französischen Weinbaugebieten Bordeaux und Burgund.
Er lebte zuletzt im französischen Saint-Bonnet-de-Vieille-Vigne, zwischen der Côte Chalonnaise und dem Mâconnais gelegen. Er verstarb nach längerer Krankheit im Alter von 80 Jahren im Krankenhaus von Lyon.

## Veröffentlichungen (Auswahl)
- The Wines of Burgundy: Revised Edition. University of California Press, ISBN 978-0-520-25050-5.
- Côte D’Or: A Celebration of the Great Wines of Burgundy. University of California Press, ISBN 978-0-520-21251-0.
- Grands Vins: The Finest Châteaux of Bordeaux and Their Wines. University of California Press, ISBN 978-0-520-20220-7.
- The Wines of Bordeaux: Vintages and Tasting Notes 1952–2003. University of California Press, ISBN 0-520-23573-8.